# Формальные социальные группы
Формальная группа или Официальная группа — социальная группа, структура и деятельность которой рационально организованы и стандартизованы в соответствии с точно предписанными групповыми правилами, целями и ролевыми функциями.
В формальных группах социальные отношения носят безличный характер и осуществляются через предварительно определенные роли. Эти роли имеют тенденцию к формализации в соответствии с нормами внешней среды и культуры.
Формальные социальные группы по численности значительно больше неформальных.